# Zazie (Künstlerin)
Zazie (* 1956 in Zweibrücken; eigentlich Evi Moechel) ist eine deutsche Fotografin und Computerkünstlerin.

## Leben
Zazie studierte bis 1981 in Kaiserslautern Innenarchitektur und Design. Anschließend zog sie nach Wien, wo sie heute noch wohnt.
Sie versteht sich als Surrealistin. Ihr Arbeitsgebiet ist die Manipulation von digitalen Bildern, ihre Werke haben verschiedene Preise gewonnen, ein Teil der Arbeiten war in einer Titelstory des IEEE-Magazins Computer Graphics zu sehen.
Zazie war 15 Jahre als Fotografin für Zeitungen und Magazine tätig, bevor sie 1997 mit der digitalen Bildbearbeitung begann. Von 1999 bis 2004 war sie Mitglied der Groupe de Paris du Mouvement Surréaliste.

## Ausstellungen und Beteiligungen
- Sacrilege, the magical against sacred – Tschechien (1999)
- Revision – Homburg/Deutschland (2000)
- Éveil paradoxal – Conches-en-Ouche/Frankreich (2000)
- Caution on orange – Michigan/USA (2001)
- Facing Faces – Anti-Violence Art Project – Mexiko (2001)
- Wahrnehmungsweisen – Homburg/Deutschland (2001)
- Pixxelpoint – International Computer Art Festival – Slowenien (2001)
- International Digital Art – Melbourne/Australien (2002)
- IDAA Hard Copy – San Francisco/USA (2002)
- University of Tasmania Academy Gallery (2002)
- Facing Faces – Anti-Violence Art Project – Mexiko (2002)
- Electric avenue – Wien/Österreich (2002)